# Polyrhachis bubastes
Polyrhachis bubastes é uma espécie de formiga do gênero Polyrhachis, pertencente à subfamília Formicinae.